# Список міністрів фінансів Ірландії
У статті подано список міністрів фінансів Ірландії.
Міністр фінансів Ірландії (ірл. Aire Airgeadais) — міністр, що відповідає за всі фінансові та грошові питання в державі, вважається однією з ключових посадових осіб ірландського уряду.

## Список
| Порядок | Ім'я                  | Початок повноважень | Завершення повноважень | Партія               |
| ------- | --------------------- | ------------------- | ---------------------- | -------------------- |
| 1.      | Еойн МакНейлл         | 22 січня 1919       | 1 квітня 1919          | Шинн Фейн            |
| 2.      | Майкл Коллінз         | 2 квітня 1919       | 22 серпня 1922         | Шинн Фейн            |
| в. о.   | Вільям Косгрейв       | 17 липня 1922       | 21 вересня 1923        | Шинн Фейн            |
| 3.      | Ернест Бліте          | 21 вересня 1923     | 9 березня 1932         | Cumann na nGaedheal  |
| 4.      | Шон МакЕнті           | 9 березня 1932      | 16 вересня 1939        | Фіанна Файл          |
| 5.      | Шон О'Келлі           | 16 вересня 1939     | 14 червня 1945         | Фіанна Файл          |
| 6.      | Френк Айкен           | 19 червня 1945      | 18 лютого 1948         | Фіанна Файл          |
| 7.      | Патрик МакГілліган    | 18 лютого 1948      | 13 червня 1951         | Фіне Гел             |
| 8.      | Шон МакЕнті (вдруге)  | 13 червня 1951      | 2 червня 1954          | Фіанна Файл          |
| 9.      | Джелалд Світмен       | 2 червня 1954       | 20 березня 1957        | Фіне Гел             |
| 10.     | Джеймс Раян           | 20 березня 1957     | 21 квітня 1965         | Фіанна Файл          |
| 11.     | Джек Лінч             | 21 квітня 1965      | 10 листопада 1966      | Фіанна Файл          |
| 12.     | Чарлз Хогі            | 10 листопада 1966   | 7 травня 1970          | Фіанна Файл          |
| 13.     | Джордж Коллі          | 9 травня 1970       | 14 березня 1973        | Фіанна Файл          |
| 14.     | Річі Райан            | 14 березня 1973     | 5 липня 1977           | Фіне Гел             |
| 15.     | Джордж Коллі (вдруге) | 5 липня 1977        | 11 грудня 1979         | Фіанна Файл          |
| 16.     | Майкл О'Кеннеді       | 12 грудня 1979      | 16 грудня 1980         | Фіанна Файл          |
| 17.     | Джен Фітцджеральд     | 16 грудня 1980      | 30 червня 1981         | Фіанна Файл          |
| 18.     | Джон Братон           | 30 червня 1981      | 9 березня 1982         | Фіне Гел             |
| 19.     | Рей МакШеррі          | 9 березня 1982      | 14 грудня 1982         | Фіанна Файл          |
| 20.     | Алан Дюкс             | 14 грудня 1982      | 14 лютого 1986         | Фіанна Файл          |
| 21.     | Джон Братон (вдруге)  | 14 лютого 1986      | 10 березня 1987        | Фіне Гел             |
| 22.     | Рей МакШеррі (вдруге) | 10 березня 1987     | 24 листопада 1988      | Фіанна Файл          |
| 23.     | Альберт Рейнольдс     | 24 листопада 1988   | 7 листопада 1991       | Фіанна Файл          |
| в. о.   | Чарлз Хогі            | 7 листопада 1991    | 14 листопада 1991      | Фіанна Файл          |
| 24.     | Берті Агерн           | 14 листопада 1991   | 15 грудня 1994         | Фіанна Файл          |
| 25.     | Руайрі Квін           | 15 грудня 1994      | 26 червня 1997         | Лейбористська партія |
| 26.     | Чарлі МакКріві        | 26 червня 1997      | 29 вересня 2004        | Фианна Файл          |
| 27.     | Браян Ковен           | 29 вересня 2004     | 7 травня 2008          | Фіанна Файл          |
| 28.     | Бріан Леніган         | 7 травня 2008       | 9 березня 2011         | Фіанна Файл          |
| 29.     | Майкл Нунан           | 9 березня 2011      | 14 червня 2017         | Фіне Гел             |
| 30.     | Паскаль Донаг'ю       | 14 червня 2017      | дотепер                | Фіне Гел             |